# 立川雅美
立川 雅美（たちかわ まさみ、1931年10月16日 - 2019年2月17日）は、日本の経営者、銀行家。安田信託銀行社長を務めた。東京都出身。

## 経歴
東京都立日比谷高校卒業後、1954年に東京大学法学部を卒業し、同年に安田信託銀行に入行。1980年6月に取締役に就任し、1984年6月に常務、1986年6月に専務、1988年6月に副社長を経て、1992年4月には代表取締役社長に就任し、1998年4月をもって退任。
2019年2月17日に呼吸不全のために死去。87歳没。

## 人物
安田信託銀行ＯＢでみずほ信託銀行ＯＢＯＧ会「信交会」の会長を務めた池原冨貴夫は「都立日比谷高校、東京大学の大先輩で、若い頃から将来の社長候補と期待されたエリートだった。バランス感覚に優れ、信託銀行らしい商品やコンサル機能の開発に尽力された。当行がストレスに見舞われた1997~98年に踏ん張れたのは立川氏と木南隆彦氏の二代にわたる社長のおかげ。」と振り返る。
旧安田財閥系企業が中心の芙蓉グループと縁が深い山一證券が自主廃業に追い込まれた1997年11月。同グループの中核信託銀行だった安田信託銀行は株価が当時の額面の50円を割り込み、破綻の危機は目前に迫っていた。社長の立川は「三水会（芙蓉グループ中核4社で構成）」で親密先の大島雄次（当時・安田生命社長）に支援を要請、大島は富士銀行（現・みずほ銀行）、安田火災海上保険（現・損害保険ジャパン）と協調して500億円の資本支援をまとめ上げた。
だが、1998年に入っても危機は去らず、山本惠朗（当時・富士銀行頭取）は芙蓉グループ主要5社で安田信託銀行に500億円の追加資本支援を決断した。金融を主体とする芙蓉グループにとって信託銀行は欠かせぬ存在で、破綻は許されなかった。この資本支援に対し、立川は異例の本店売却で報いた。